# 인천스텔라
《인천스텔라》는 2020년에 공개된 대한민국의 영화이다. 2020년 7월 11일 부천국제판타스틱영화제 코리안 판타스틱: 경쟁 부문으로 CGV소풍에서 처음 상영되었다.

## 캐스팅
- 손이용: 남기동 역
- 강소연: 남규진 역
- 정광우: 차승연 역
- 권수진: 박선호 역
- 조근직: 부국장 역
- 서현민: 탐사팀 부대장 역
- 신예주: 탐사팀 대원 역
- 변동욱: 탐사팀 대원 역
- 박채은: 어린 규진 역
- 민지혁: 전 부국장 역
- 김예림: 통신팀 대원 역
- 이태린: 의사 역
- 박도연: 간호사 역
- 권동원: 감사팀장 역
- 박은혜: 감사팀원 역
- 탁재형: 배달원 역
- 송진석: 창고 직원 역